# Leptopsammia formosa
Espèce
Statut CITES
Leptopsammia formosa est une espèce de coraux appartenant à la famille des Dendrophylliidae.